# Tsutomu Shimomura
Tsutomu Shimomura é um membro sênior do Centro de Supercomputação de San Diego, onde trabalha com problemas em áreas tão diversas como a física computacional e segurança do computador. Ele veio para a Universidade da Califórnia em San Diego, em 1989, para se juntar ao departamento de física como um cientista de pesquisa. Ele estudou física com o Prêmio Nobel Richard Feynman no Instituto de Tecnologia da Califórnia e trabalhou como pesquisador associado com o físico Steven Wolfram. No verão de 1984 ele trabalhou no Thinking Machines Corporation, ajudando, com sede em Cambridge, Massachusetts, computador massivamente paralelo empresa start-up projetar um sistema rígido para suportar o rápido movimento de grandes bases de dados.
No outono de 1984, tornou-se um físico equipe do Los Alamos National Laboratory, onde foi um dos arquitetos do um computador paralelo avançado. Ele também trabalhou na divisão teórica do Laboratório com Brosl Hasslacher, um dos principais pesquisadores do país em física computacional. Shimomura assistida Hasslacher no desenvolvimento de uma abordagem radical para simular o fluxo de fluidos baseado num novo modelo de computação, conhecido como autómatos gás de rede. Leva vantagem de paralelismo natural e acelera dramaticamente computação em uma variedade de problemas.
Nos últimos anos Shimomura também trabalhou na área de pesquisa de segurança do computador. Ele foi consultado com um número de agências governamentais sobre questões de segurança e criminalidade informática. Em 1992, ele testemunhou perante uma comissão do Congresso presidida pelo deputado Edward Markey sobre questões relacionadas com a falta de privacidade e segurança em telefones celulares. Em fevereiro de 1995, ele ajudou a vários serviços de Internet e empresas online rastrear computador ilegalizar Kevin Mitnick, que havia roubado software e correio eletrônico a partir de computadores de Shimomura. Ele é o autor de Takedown: The Pursuit e captação da América a mais querida Computer Outlaw - By The Man Who Did It, com John Markoff (Hyperion, Janeiro de 1996).

Um cidadão japonês, Shimomura foi levantada em Princeton, New Jersey. Ele vive na região de San Diego, onde ele é um skater em linha ativa. Ele também é um ávido esquiador do país transversal.